# Errol Barrow
Errol Walton Barrow (ur. 21 stycznia 1920 w Saint Lucy, zm. 1 czerwca 1987 w Saint Michael) – polityk barbadoski, dwukrotny premier.
W 1955 założył Demokratyczną Partię Pracy. W latach 1961–1966 pełnił funkcję szefa rządu kolonii Barbados. Od 1966 do 1976 był pierwszym premierem niepodległego Barbadosu. Ponownie pełnił urząd premiera od 1986. Funkcję tę pełnił aż do swej śmierci. Dzień jego urodzin, 21 stycznia, został ogłoszony przez parlament świętem narodowym Barbadosu.